# Венкатраман Рамакришнан
Венкатраман Венки Рамакришнан (Чидамбарам, 5. април 1952) индијски је структурни биолог пореклом из Индије и тренутно је на позицији председника Краљевског друштва. Добитник је Нобелове награде за хемију 2009. године, заједно са Томасом Стајцом и Адом Јонат, за рад на структури и функцији рибозома.
Од 1999. године до данас ради као лидер групе Медицинског истраживачког савета у лабораторији за молекуларну биологију на Универзитету у Кембриџу.

## Биографија
Венкатраман Рамакришнан је рођен у граду Чидамбарам, у савезној држави Тамил Наду у Индији 5. априла 1952. године. Рођен је у хинду-браманској породици, оба родитеља су му били академски грађани који се занимали науком. Отац му је био шеф катедре за биохемију на Махараја Сајаријао Универзитету у Бароди, а у време Венкатрамановог рођења, он је био на постдокторским студијама у Америци. Његова мајка је завршила докторске студије на Универзитету Макгил у Канади за свега 18 месеци. Такође, његова млађа сестра је професорка имунологије и инфективних болести на Универзитету у Кембриџу. 
Цела породица се преселила у град Вадодара (тада под називом Барода) када је Венки имао три године, где се он касније и школовао. Дипломирао је физику 1971. године на Универзитету у Бароди.
Одмах након дипломирања, преселио се у Сједињене државе, где је наставио школовање, прво стекавши звање доктора науке 1976. године на Универзитету у Охају. Докторска дисертација је било истраживање фероелектричног фазног прелаза калијум-дихидрогенфосфата. Након тога Рамакришнан се преусмерава са теоријске физике на биологију на Универзитету у Калифорнији, у Сан Дијегу.
Први пут се сусрео са радом на рибозомима као постдокторски истраживач на Универзитету Јејл. Занимљиво, у том периоду није могао да нађе посао на факултету иако је конкурисао на преко 50 различитих универзитета широм Сједињених држава.
Међутим, Венкатраман Рамакришнан је наставио да ради на истраживању рибозома 1983-1995. године у Брукхејвенској националној лабораторији.